# Pseudopanthera himalayata
Pseudopanthera himalayata är en fjärilsart som beskrevs av Achille Guenée 1858. Pseudopanthera himalayata ingår i släktet Pseudopanthera och familjen mätare. Inga underarter finns listade.